# Вулкан Анала
Вулкан Анала (лат. Anala Mons, Координати: Довгота не може бути парсована як число:14,1
) — гора на Венері. Хоча спочатку гора вважалася вінцем, пізніше було встановлено, що вона ймовірніше є щитовим вулканом. Діаметр вулкану є 525 км, а висота 2,25 км. Вулкан розташований в області Ейстли, в квадранглі патери Сапфо V-20, де можна знайти численні інші вулканічні об'єкти.

## Назва
Він названий на честь Анали, індуїстської богині родючості. 